# Life on Mars?
«Life On Mars?» es una canción del músico británico David Bowie (1947-2016), publicada en diciembre de 1971 en el álbum Hunky Dory.
Posteriormente, BBC Radio 2 definiría la canción como «un cruce entre un musical de Broadway y un cuadro de Salvador Dalí».
Contó con la participación del pianista Rick Wakeman (1949-). 
En 1973 fue relanzada como single y entonces alcanzó el tercer puesto en la lista de éxitos del Reino Unido, en la cual se mantuvo durante 13 semanas.
Treinta años después, la canción volvió a entrar en el ranking al ser utilizada en la serie de televisión británica Life on Mars.
Neil McCormick, crítico musical de The Daily Telegraph, la situó como la primera de las 100 mejores canciones de todos los tiempos:

Un glorioso y extraño himno, donde la combinación de agitación, melodía, anhelo de vida e imágenes poéticas logra un efecto muy particular al arte de la canción: ser a la vez completamente impenetrable y sin embargo resonante con significado personal. Quieres levantar la voz y cantar, pero las frases abstractas de la letra de Bowie te obligan a completar la canción con algo de ti mismo, solo para dar sentido a la experiencia musical. Y, como todas las grandes canciones, tiene una melodía preciosa.
Neil McCormick

## Letra
Contiene una letra bastante ambigua, la cual puede ser interpretada como una joven que discute con sus padres, y luego va a ver cierta película al cine en la cual se producen los hechos de la letra, tales como: «Sailors fighting in the dance hall» [‘marineros que pelean en el salón de baile’].
La película termina con la frase «Is there life on Mars?» [‘¿hay vida en Marte?’].

## Orígenes
En 1968 Bowie escribió la letra «Even a fool learns to love» [‘hasta un tonto aprende a amar’] con la música de la canción francesa «Comme d’habitude» (de 1967), compuesta por Claude François y Jacques Revaux.
La versión de Bowie nunca fue publicada, pero Paul Anka compró los derechos de la versión original en francés y la volvió a escribir en «My Way (Comme d'habitude)», popularizada por Frank Sinatra en una grabación de 1969 para su álbum My way.
El éxito de la versión de Anka llevó a Bowie a escribir «Life on Mars?» como una parodia de la grabación de Sinatra.
En las notas para un CD recopilatorio de Bowie que acompañó al tema en junio de 2008 en The Mail on Sunday, Bowie describió cómo escribió la canción:

El espacio de trabajo fue una gran habitación vacía con un sillón, una ganga de precio art, un enorme cenicero desbordante independiente y un piano de cola. Poco más. Empecé a trabajar en el piano y ya tenía toda la lírica y la melodía la terminé por la tarde.

Bowie señaló que Wakeman «embelleció la parte de piano» de la melodía original y el guitarrista Mick Ronson «creó uno de sus primeras y mejores partes de cuerda» de la canción. Las notas de Hunky Dory indican que la canción fue «inspirada por Frankie».
Un analista sugiere que la canción fue escrita después de «un breve y doloroso asunto» con la actriz Hermione Farthingale. Mientras estaba de gira en 1990, Bowie presentó la canción diciendo «te enamoras, escribes una canción de amor. Esta es una canción de amor».

## Una muñeca inspirada en la imagen del video musical
Barbie, la muñeca comercializada por Mattel, en junio de 2022 quiso sumarse a los festejos por los 50 años de la edición del disco Hunky Dory. Por esa razón se lanzó una muñeca inspirada en la imagen de Bowie en el video musical de esta canción. En un comunicado de la empresa se indica "Esta muñeca Barbie es una réplica auténtica del traje azul pálido hecho a medida que usó Bowie en el video musical de "Life on Mars?", que incluye una camisa a rayas estampadas con papel de aluminio, una corbata llamativa y zapatos de plataforma. Su peinado y su audaz sombra de ojos en sus ojos celestes están inspirados en el estilo glam de Bowie de los años 70." 

## Canciones relacionadas
- «Stairway to Heaven»
- «Wish You were Here»
- «All by Myself»